# Carlo Filangieri

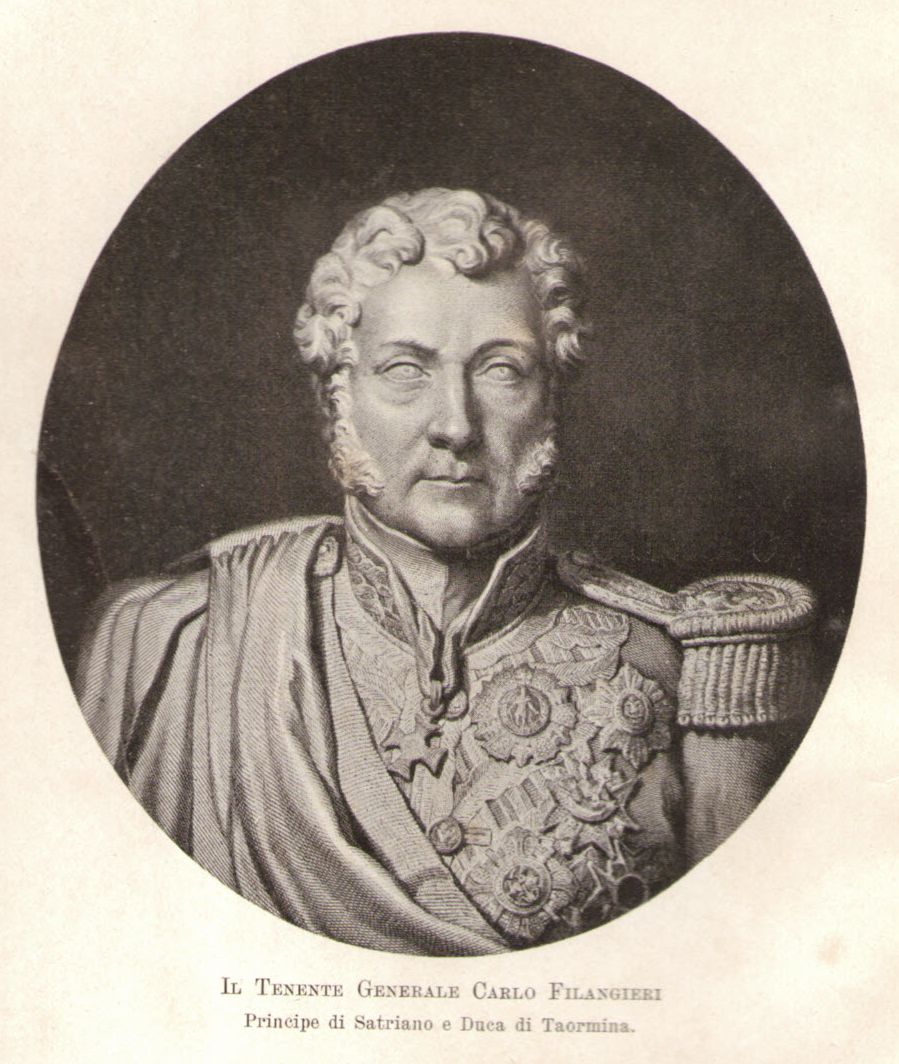
Carlo Filangieri.

Carlo Filangieri, född 10 maj 1784, död 14 oktober 1867, furste av Satriano, hertig av Taormina, var en italiensk militär.
Filangieri inträdde 1803 i franska armén och utmärkte sig i slaget vid Austerlitz. Han blev 1811 överste i neapolitansk tjänst, 1813 generalmajor och 1815 generaladjutant hos Joachim Murat under fälttåget mot Österrike. Filangieri lämnade tjänsten 1821 men återinträdde 1848 som befälhavare över de mot de upproriska på Sicilien avsedda trupperna. Här besegrade han de upproriska och var 1849-55 guvernör på Sicilien. Under Frans II av Bägge Sicilierna var han 1859-60 ministerpresident och krigsminister.